# Kính tần
Kính tần Vương Giai thị (chữ Hán: 敬嬪王佳氏 ? - ?), là một trong những phi tần đầu tiên của Thanh Thánh Tổ Khang Hi Đế.

## Thân thế
Kính tần Vương Giai thị, không rõ năm sinh năm mất, xuất thân Mãn Châu Tương Hồng kỳ, có cha là Hộ quân Tham lĩnh Hoa Thiện (華善). Họ của bà còn bị chép nhầm thành Chương Giai thị (章佳氏).

## Nhập cung
Năm 1665, thông qua Bát Kỳ tuyển tú, Vương Giai thị nhập cung, không rõ danh phận. Lúc này bà có thể có danh vị Quan nữ tử hoặc Thứ phi, đều không được ghi rõ. Năm Khang Hi thứ 16 (1677), tháng 8, Khang Hi Đế đại phong hậu cung, sách lập Nữu Hỗ Lộc thị làm Hoàng hậu, Nạp Lạt thị, Quách Lạc La thị, Mã Giai thị, Lý thị, Đổng thị, Hách Xá Lý thị đều phong Tần. Ngày 25 tháng 8 cùng năm, chiếu phong làm Kính tần (敬嬪). Hành lễ sắc phong của Tần vị. Trong bảy vị được sách phong Tần, Kính tần đứng thứ 2, chỉ sau An tần Lý thị.
Căn cứ theo ghi chép của Nội vụ phủ sau này, năm Khang Hi thứ 36 (1697), số lượng lương thực thực phẩm của cấp bậc Tần được cấp cho 4 người, trong đó đã xác định chính xác hai người là Đoan tần Đổng thị và Hy tần Hách Xá Lý thị, hai người còn lại có lẽ là Kính tần Vương Giai thị, và An tần Lý thị. Ngoài ra trong một lần tế hiến, Khang Hi cũng nhắc đến Kính tần cùng An tần.
Năm Khang Hi thứ 46 (1707), Thanh cung đương án cho thấy, Tần vị chỉ có 3 vị Đoan tần, Hòa tần và Lương tần, còn An tần và Kính tần không thấy nhắc đến.
Có lẽ là do ghi chép thiếu hụt, không có cứ định cho thấy Kính tần bị giáng vị hay có vấn đề.